# مجید اخشابی
مجید اخشابی (زادهٔ ۲۷ دی ۱۳۵۱) خواننده، آهنگساز، تنظیم‌کننده، نوازنده، نویسنده، پژوهشگر و مدرس دانشگاه اهل ایران است.
مجید اخشابی سال ۱۳۸۰ با خوانندگی در تیتراژ مجموعهٔ تلویزیونی گم‌گشته شهرت یافت. اخشابی در سریال‌ها و برنامه‌هایی چون همراز، عروج، مهتاب، محلهٔ بنده‌نواز، یک وجب خاک، خانه‌به‌دوش، متهم گریخت و… تیتراژ بسیاری از سریال‌ها و برنامه‌های تلویزیونی را اجرا کرده است.

## ترانه‌شناسی

### آلبوم‌ها
| سال  | نام آلبوم | ناشر(ها)    | توضیحات |
| ---- | --------- | ----------- | ------- |
| ۱۳۸۱ | گمگشته    | آوای برگ    |         |
| ۱۳۸۳ | همراز     | هم‌آواز آهنگ |         |
| ۱۳۸۴ | پریزاد    | سروش        |         |

## تلویزیون[۷]
مسابقه ستاره بیست (خوانندهٔ تیتراژ)
گم‌گشته، عروج، متهم گریخت، خانه‌به‌دوش، یک وجب خاک، بوی خوش زندگی، روزهای زیبا، چهار چرخ (تیتراژ ابتدایی و انتهایی)،
نقطه سر خط، همه بچه‌های ما، نوشدارو، اولین انتخاب، دارا و ندار (تیتراژ ابتدایی و انتهایی)
سفر بخیر، مهتاب، محلهٔ بنده‌نواز، الفبای مهربانی، مسابقهٔ ستاره‌ها، مسابقهٔ مردان آهنین، صبح بخیر ایران، سیمای خانواده، بهار نارنج، گلگشت، جشن رمضان سال‌های ۸۵-۸۶-۸۷-۸۸
شب‌های شیدایی، خانه مهر، ماه محبوب، تا نیایش، شب مهتاب، ماه دراومد، نوبهار، اقیانوس، ایوان بهار، المپیک، بنی‌آدم، جشن ایرانی، چهارباغ، هشت بهشت
خوشا شیراز (دو تیتراژ)، دعوت، درخت دوستی، صبحی دیگر، برنامهٔ با صبح (گل صبح)، مسابقهٔ نسیم سبز (مستانه)، یک سبد سلامتی، نشانی، سیمای راهبران
نوازنده سنتور و تنظیم کننده آلبوم دشت شقایق ها(آلبوم) ۱۳۷۶ موسیقی فارس
نوازنده سنتور و تنظیم کننده آلبوم فال حافظ(آلبوم) ۱۳۷۸ موسیقی فارس

## سوابق تحصیلی
مجید اخشابی دیپلم ریاضی فیزیک خود را از دبیرستان دریافت کرد. پس از آن در رشتهٔ مهندسی عمران به تحصیل در دانشکدهٔ فنی مهندسی دانشگاه آزاد چالوس مشغول و در مقطع کارشناسی فارغ‌التحصیل شد. او در ادامه به تحصیل در رشتهٔ موسیقی پرداخت و مدرک کارشناسی موسیقی خود را از دانشکدهٔ هنر و معماری دانشگاه آزاد اسلامی واحد تهران مرکز دریافت کرد. پس از آن، از دانشگاه هنر تهران مدرک کارشناسی ارشد در رشتهٔ نوازندگی موسیقی ایرانی و در ادامه، مدرک دکترای پژوهش هنر خود را از دانشگاه هنر دریافت کرد. وی همچنین دوره پسادکتری موسیقی درمانی را در دانشگاه علامه طباطبایی طی نموده است.

## آثار مکتوب علمی

#### تألیفات
- کتاب شناخت و بررسی موسیقی عاشیقی همدان (میعاد اندیشه) - ۱۴۰۲ - فارسی
- کتاب متد علمی سنتورنوازی (نشر دانشگاهی) - ۱۴۰۱ - فارسی
- کتاب نوازندگی در استودیو - ۱۳۸۹ - فارسی

#### طرح‌های پژوهشی و تحقیقاتی
- طرح پژوهشی «آسیب‌شناسی فعالیت‌های موسیقی دانشگاه‌ها و موسسات آموزش عالی» (۱۴۰۲)

#### مقالات ژورنال‌های تخصصی داخلی
- مطالعه تطبیقی تابلوی «خیانت تصاویر» رنه مگریت با نظریه «واسازی» ژاک دریدا منتشر شده در فصلنامه مطالعات میان‌رشته‌ای در علوم انسانی (۱۴۰۳) مجید اخشابی، سیدجلال میرزائی فدیهه
- ارزیابی تأثیر موسیقی در درمان بیش فعالی و عدم تمرکز کودکان ۶ تا ۱۲سال شهر شهرکرد منتشر شده در فصلنامه کودکان استثنایی (۱۴۰۳) مجید اخشابی، مریم عرفانی، احمد علیپور
- موسیقی درمانی بعنوان درمان غیر دارویی برای سالمندان: مروری سیستماتیک منتشر شده در مجله سالمندشناسی (۱۴۰۲) مجید اخشابی
- آسیب‌شناسی گردشگری موسیقی در ایران منتشر شده در دوفصلنامه گردشگری و اوقات فراغت (۱۴۰۲) مجید اخشابی، موسی فرخی
- تعیین اثربخشی سامانه مدیریت یادگیری الکترونیکی دانشگاه فنی و حرفه ای در آموزش دروس نظری–عملی رشته گرافیک (مطالعه موردی: دانشگاه فنی و حرفه ای دخترانه شهرضا) منتشر شده در فصلنامه کارافن (۱۴۰۲) مجید اخشابی، نیلوفر طاهر
- Assessing of posture behavior and playing-related musculoskeletal pain among music students: A cross-sectional study منتشر شده در فصلنامه بین‌المللی پیشگیری از دردهای عضلانی اسکلتی (1401) Zahra Akbari-Chehrehbargh , Sedigheh-Sadat Tavafian , Majid Akhshabi , Faezeh Moeini Badi
- Investigating the Music and Melodic Teaching Impacts on the Math Learning Progress of Elementary School Students منتشر شده در فصلنامه یادگیری و حافظه (1401) Majid Akhshabi , Yeganeh Moradi , Fariborz Dortaj
- جریان‌شناسی و تحلیل تحولات موسیقی ایران در دوره قاجار منتشر شده در فصلنامه پژوهش‌های علوم تاریخی (۱۴۰۱) مجید اخشابی
- Identifying and Introducing Capabilities of Iranian Music with Regard to Concerning the Music Tourism منتشر شده در دوفصلنامه گردشگری، فرهنگ و معنویت (1401) Majid Akhshabi , mousa farrokhi
- The Impact of Music on Sports Activities: A Scoping Review منتشر شده در مجله مطالعات نوین در مدیریت ورزشی (1400) Majid Akhshabi , Mohammad Rahimi
- پژوهشی در نقش مایه‌ها، اسلوب، اجرا و ساخت زیورآلات سیلک با تأکید بر دستبند نقره منتشرشده در مجله مطالعات هنر و فرهنگ (۱۴۰۲)
- Effectiveness of Music Therapy on Sensitivity, Memory, and Auditory Sequence of 7 to 9-Year-Old Girls with Reading Disorder منتشرشده در مجله Journal of Iranian Medical Council (1402)
- سازبندی و سازشناسی در تعزیه ایرانی منتشر شده در فصلنامه علمی تئاتر (۱۴۰۲)
- شناسایی متغیرهای میانجی در رابطه میان آموزش موسیقی و افزایش خلاقیت منتشر شده در ماهنامه علوم روانشناختی (۱۴۰۱)
- ارکان بداهه در موسیقی سنتی ایران منتشر شده در فصلنامه علمی پژوهشی نامه هنرهای نمایشی و موسیقی (۱۳۹۹)